# Communauté de communes Médoc Estuaire
Pour les articles homonymes, voir Médoc (homonymie).
La communauté de communes Médoc-Estuaire est un établissement public de coopération intercommunale (EPCI) français situé dans le département de la Gironde, en région Nouvelle-Aquitaine, dans le Médoc.
Elle est membre du syndicat mixte Pays de Médoc.

## Historique
La communauté de communes Médoc-Estuaire a été créée par arrêté préfectoral à la date du 11 décembre 2002 sur la base de onze communes adhérentes.
Le 1er janvier 2017, les communes de Margaux et Cantenac fusionnent pour former la commune de Margaux-Cantenac ; la communauté compte alors 10 communes.
Le 25 janvier 2018, la communauté de communes Médoc-Estuaire lance la plateforme Margaux Tourisme, pour référencer et promouvoir les activités de Margaux et ses environs.

## Territoire communautaire

### Géographie
Située au nord-ouest  du département de la Gironde, la communauté de communes Médoc Estuaire regroupe 10 communes et présente une superficie de 174,6 km2.

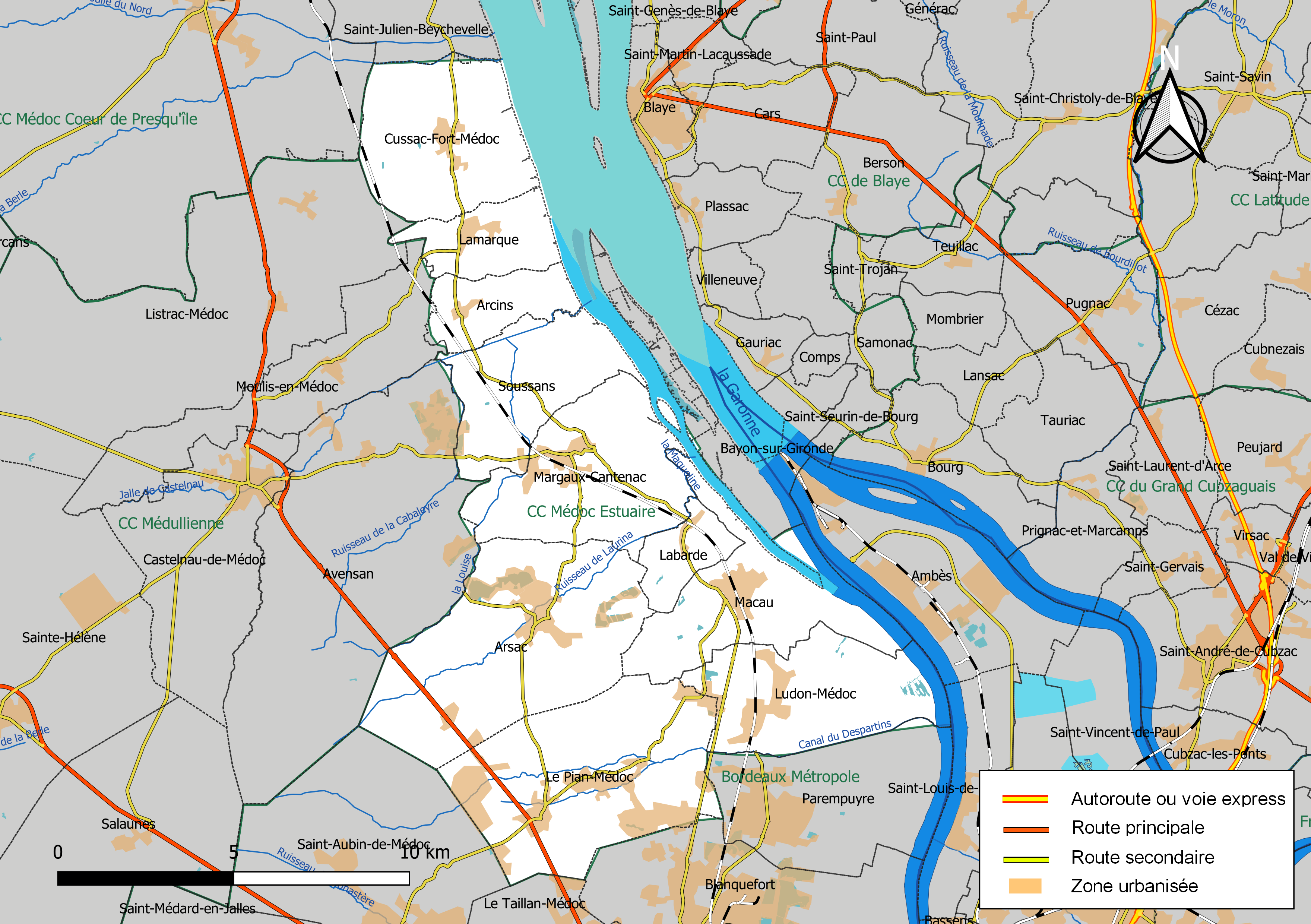
Carte de la communauté de communes Médoc Estuaire au 1er janvier 2019.

### Composition

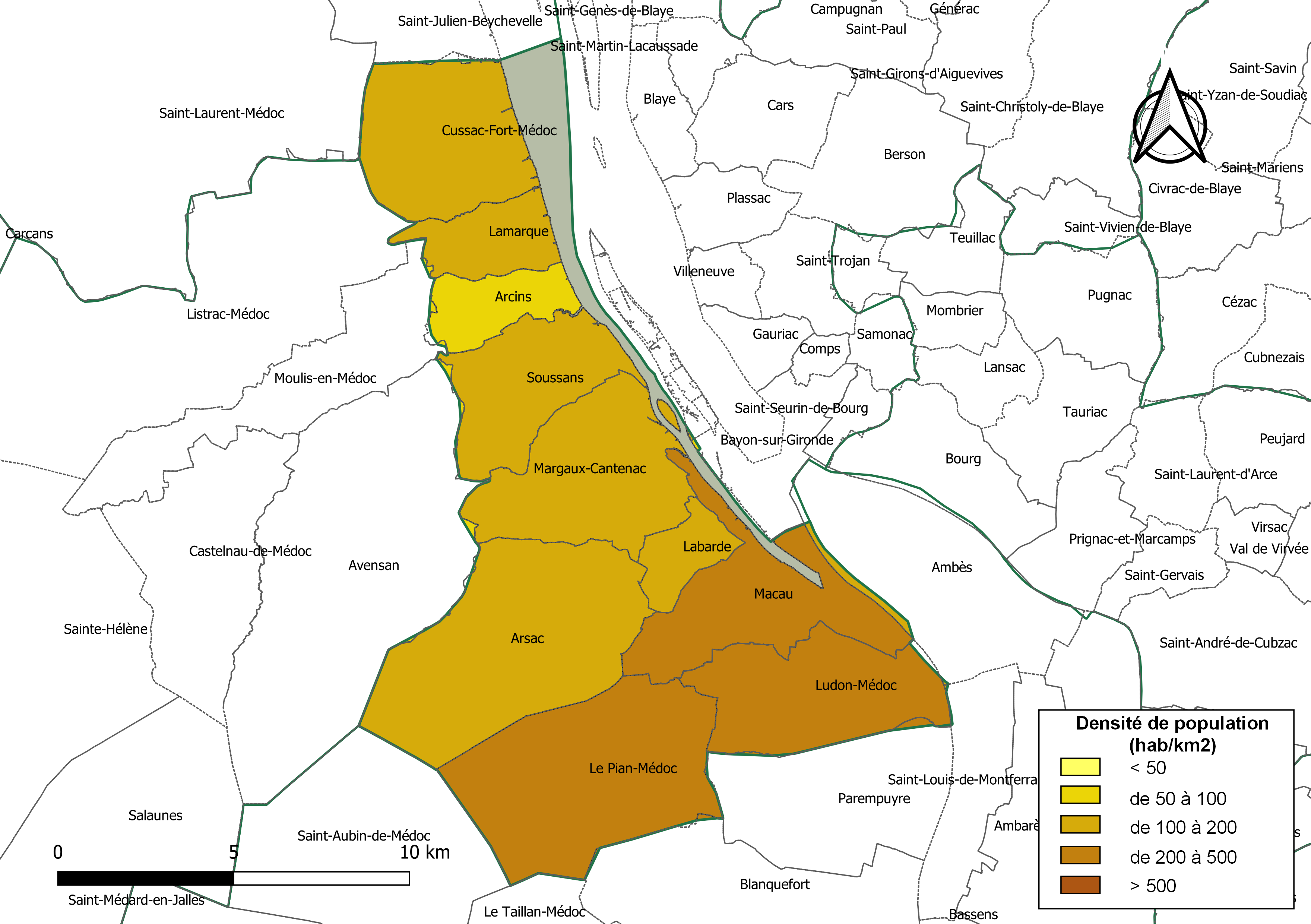
Carte des densités de population (millésimée 2016) des communes de la communauté de communes Médoc Estuaire. Composition en communes au 1er janvier 2019.

La communauté de communes est composée des 10 communes suivantes :

| Nom               | Code Insee | Gentilé               | Superficie (km2) | Population (dernière pop. légale) | Densité (hab./km2) |
| ----------------- | ---------- | --------------------- | ---------------- | --------------------------------- | ------------------ |
| Arsac (siège)     | 33012      | Arsacais              | 32,6             | 4 040 (2022)                      | 124                |
| Arcins            | 33010      | Arcinois              | 6,77             | 544 (2022)                        | 80                 |
| Cussac-Fort-Médoc | 33146      | Cussacais             | 18,01            | 2 326 (2022)                      | 129                |
| Labarde           | 33211      | Labardais             | 4,76             | 616 (2022)                        | 129                |
| Lamarque          | 33220      | Lamarquais            | 8,91             | 1 335 (2022)                      | 150                |
| Ludon-Médoc       | 33256      | Ludonnais             | 18,69            | 5 466 (2022)                      | 292                |
| Macau             | 33262      | Macaudais             | 19,56            | 4 575 (2022)                      | 234                |
| Margaux-Cantenac  | 33268      | Margalais-Cantenacais | 21,62            | 2 844 (2022)                      | 132                |
| Le Pian-Médoc     | 33322      | Pianais               | 30,12            | 7 198 (2022)                      | 239                |
| Soussans          | 33517      | Soussanais            | 13,55            | 1 710 (2022)                      | 126                |

### Démographie
| 1968   | 1975   | 1982   | 1990   | 1999   | 2006   | 2011   | 2016   | 2022   |
| ------ | ------ | ------ | ------ | ------ | ------ | ------ | ------ | ------ |
| 10 999 | 12 444 | 16 559 | 20 438 | 21 515 | 23 088 | 25 466 | 27 933 | 30 654 |

## Politique et administration
L'administration de l'intercommunalité repose, à compter du renouvellement général des conseils municipaux de 2020, sur 32 conseillers communautaires. Le Pian-Médoc dispose de huit sièges, Ludon-Médoc et Macau de cinq, Arsac de quatre, Margaux-Cantenac de trois, Cussac-Fort-Médoc et Soussans de deux chacune, et Arcins, Labarde et Lamarque d'un chacune.
| Période                                  | Période  | Identité         | Étiquette | Qualité                            |
| ---------------------------------------- | -------- | ---------------- | --------- | ---------------------------------- |
| ?                                        | 2020     | Jean-Gérard Dubo | UMP-LR    | Médecin, maire d'Arsac (1977-2020) |
| 2020                                     | En cours | Didier Mau       | LR        | Maire du Pian-Médoc                |
| Les données manquantes sont à compléter. |          |                  |           |                                    |

Le président est assisté de neuf vice-présidents :
- Chrystel Colmont-Digneau, maire de Macau, chargée du développement économique ;
- Claude Ganelon, maire d’Arcins, chargé de la voirie, de l'aménagement du territoire et du patrimoine ;
- Frédéric Aurier, maire de'Arsac, chargé de la petite enfance et de la jeunesse ;
- Dominique Fedieu, maire de Cussac-Fort-Médoc, chargé du tourisme ;
- Sophie Martin, maire de Margaux-Cantenac, chargée de la cohésion sociale et de la prévention ;
- Mathieu Fonmarty, maire de Labarde, chargé de la sécurité, de la collecte, du traitement et de la valorisation des ordures ménagères et déchets ;
- Karine Palin, maire de Soussans, chargée de la transition énergétique, écologique et environnementale ;
- Dominique Saint-Martin, maire de Lamarque, chargé de l'eau et de l'assainissement ;
- Philippe Ducamp, maire de Ludon-Médoc, chargé des finances.

Le siège de la communauté se trouve à Arsac, au 26 rue de l’Abbé Frémont.

## Compétences

### Compétences obligatoires
- Aménagement de l’espace communautaire
  - Élaboration d’un schéma de cohérence territoriale (SCOT) et d’un schéma de secteur
  - Aménagement rural
  - Aménagement de la façade estuarienne et particulièrement :
    - Gestion des bassins versants
    - Les zones d’aménagement concerté d’intérêt communautaire
- Développement économique
  - Aménagement, entretien, et gestion des zones d’activité industrielles, commerciales, tertiaires, artisanales et touristiques d’intérêt communautaire
    - Zones existantes
    - Zones nouvelles (création, aménagement, entretien et gestion de zones d’activité industrielle, artisanale ou commerciale nouvelles sans exclusive)

  - Actions de développement économique d’intérêt communautaire

### Compétences optionnelles
- Politique du logement social d’intérêt communautaire et action, par des opérations d’intérêt communautaire, en faveur du logement des personnes défavorisées et toutes autres actions en faveur du cadre de vie
- Création, aménagement et entretien de la voirie d’intérêt communautaire
- Élimination et valorisation des déchets des ménages et déchets assimilés

### Autres compétences
- Protection et de mise en valeur de l’environnement
- Équipements divers
- Petite enfance et jeunesse
- Politique de sécurité
- Participation aux politiques contractuelles
- Accueil des gens du voyage
- Aménagement numérique du territoire
- Développement touristique du territoire